# Monroe D. Donsker
Monroe D. Donsker (Monroe David Donsker; * 17. Oktober 1924 in Burlington, Iowa; † 8. Juni 1991 in New York City) war ein US-amerikanischer Mathematiker, der sich mit Wahrscheinlichkeitstheorie befasste.

## Leben
Donsker studierte Mathematik an der University of Minnesota, an der er 1944 seinen Bachelor-Abschluss machte und 1948 bei Robert Horton Cameron promoviert wurde (The Invariance Principle for Wiener Functionals). Danach lehrte er an der University of Minnesota und der Cornell University, bevor er 1962 Professor am Courant Institute of Mathematical Sciences der New York University wurde. Dort war er ein Kollege von S. R. S. Varadhan, mit dem er eng zusammenarbeitete. Gemeinsam entwickelten sie eine Theorie großer Abweichungen im Rahmen der Theorie der Markow-Prozesse. Dabei lösten sie auch eine Vermutung von Mark Kac über das Verhalten einer zylinderförmigen Umgebung des Pfades bei der Brownschen Bewegung (Wiener Sausage) für große Zeiten.
1952 bewies er einen später nach ihm benannten Satz, manchmal auch Funktionaler Zentraler Grenzwertsatz genannt. Er löste damit eine Vermutung von Joseph L. Doob, sein Beweis ist später von Anatoli Skorochod und Andrei Kolmogorow vervollständigt worden.
In den 1970er Jahren war er Vorsitzender des Ausschusses für Auslandsstipendien der US-Regierung.

## Siehe
- Satz von Donsker